# Max Morrow

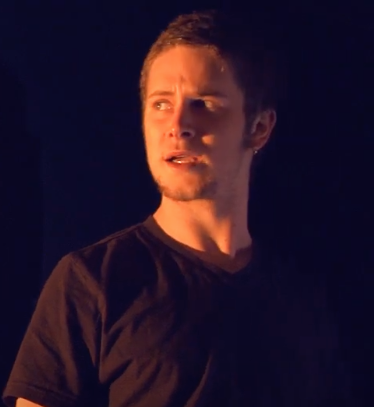
Max Morrow, 2012

Max Morrow (* 7. Januar 1991 in Toronto, Ontario) ist ein kanadischer Schauspieler, der für die Rollen Benjy Fleming in Monk und Connor Heath in Connor Undercover bekannt ist.

## Leben
Morrow wurde am 7. Januar 1991 in Toronto geboren. Zu Beginn seiner Karriere spielte er in mehreren Fernsehfilmen mit, wie 2000 in Hallo, ich bin der Weihnachtsmann!. Im Jahr 2002 spielte er in Ararat den Tony. Zwischen 2000 und 2001 synchronisierte er die Figur Charles in Timmy geht zur Schule.
2002 bekam er die Rolle des Benjy Fleming in Monk, seine bis dahin größte Rolle. Er ersetzte Kane Ritchotte, der die Rolle in der Pilotfolge gespielt hatte. Schon nach einer Staffel war für ihn Schluss, da Ritchotte die Rolle wieder übernahm.
Danach folgten Gastauftritte in Mutant X, The Associates und Veritas: The Quest. 2007 verkörperte er den jungen Jack in der Miniserie St. Urbain's Horseman.
Seit 2010 spielte er in der Jugendserie Connor Undercover die Hauptrolle des Connor Heath.

## Filmografie (Auswahl)
- 2000: Hallo, ich bin der Weihnachtsmann!
- 2000–2001: Timmy geht zur Schule (Timothy Goes To School, Zeichentrickserie, Synchronstimme)
- 2002: Ararat
- 2002: Monk (Fernsehserie, Nebenrolle)
- 2002: The Christmas Shoes
- 2002: Mutant X (Fernsehserie, Gastauftritt)
- 2002: The Associates (Fernsehserie, Gastauftritt)
- 2003: Veritas: The Quest (Fernsehserie, Gastauftritt)
- 2006: Goose on the Loose
- 2007: St. Urbain’s Horseman (Fernsehserie, Nebenrolle)
- 2008: The Russell Girl
- 2010: Republic of Doyle – Einsatz für zwei (Republic of Doyle, Fernsehserie, Gastauftritt)
- 2010: Murdoch Mysteries (Fernsehserie, Gastauftritt)
- 2010–2011: Connor Undercover (Fernsehserie, Hauptrolle)